# Kuhlen-Wendorf
Kuhlen-Wendorf är en kommun och ort i Landkreis Ludwigslust-Parchim i förbundslandet Mecklenburg-Vorpommern i Tyskland.
Kommunen bildades den 1 januari 2008 genom en sammanslagning av de tidigare kommunerna Kuhlen och Wendorf.
I kommunen finns orterna  Gustävel, Holdorf, Holzendorf, Kuhlen, Müsselmow, Nutteln, Tessin, Weberin, Wendorf och Zaschendorf.
Kommunen ingår i kommunalförbundet Amt Sternberger Seenlandschaft tillsammans med kommunerna Blankenberg, Borkow, Brüel, Dabel, Hohen Pritz, Kloster Tempzin, Kobrow, Mustin, Sternberg, Weitendorf och Witzin.